# Jamil Mani
Jamil Mani, född 1981 i Göteborg, är en svensk serieskapare, illustratör och grafisk designer. Mani är förutom kreatör också verksam som redaktör för serietidskrifter samt kurator för utställningar med bild- och seriekonst. Han är medlem i seriekollektivet C'est Bon Kultur och redaktör för den internationella serietidskriften C'est Bon Anthology. Han är vice ordförande i Seriefrämjandet och redaktör och designer för tidskriften Bild & Bubbla.
Mani har studerat bland annat vid Högskolan för Design och Konsthantverk, HDK, i Göteborg, och Serieskolan i Malmö. 
Sedan 2010 arbetar han som ledamot i Kulturrådets arbetsgrupp för bildverk för vuxna och tecknade serier. 
Mani bor i Malmö och är verksam på Seriecenter.
Mani slutade 2022 att jobba på Seriecenter och började istället jobba på Malmö opera.

## Utställningar
Bland de utställningar som Jamil Mani medverkat i ingår:
- C'est Bon Panorama: Rödluvan (2008)
- C'est Bon Panorama II: Frankenstein (2009)
- Seriemaskerad (2009)
- C'est Bon Black Box (2010)

## Utmärkelser
År 2009 vann Jamil Mani pris i seriefestivalen Kemis officiella tävling i kategorin webbserier.